# فهرست ایستگاه‌های راه‌آهن تورنتو

نقشهٔ متروی کمیسیون حمل و نقل تورنتو

متروی تورنتو سامانه‌ای متشکل از چهار خط حمل و نقل سریع زیرزمینی، سطحی و مرتفع در تورنتو و وان واقع در انتاریو، کانادا است که توسط کمیسیون حمل و نقل تورنتو (TTC) اداره می‌شود. این سامانه نخستین سامانهٔ متروی کانادا بوده‌است: نخستین خط این سامانه زیر خیابان یانگ با امتداد کوتاهی در امتداد خیابان فرانت ساخته شد و در سال ۱۹۵۴ با ۱۲ ایستگاه افتتاح شد. از آن زمان، این سامانه گسترش یافته و به بزرگ‌ترین سامانهٔ متروی کانادا از نظر تعداد ایستگاه‌ها، و با میانگین ۹۱۵٬۰۰۰ مسافر در روز در سه ماههٔ چهارم سال ۲۰۱۷، به دومین سامانهٔ شلوغ در این کشور تبدیل شده‌است. این سامانه در مجموع دارای ۷۵ ایستگاه عملیاتی و ۶۰ ایستگاه در دست ساخت دیگر است که ۲۸ ایستگاه آن ایستگاه‌های حمل و نقل ریلی سبک (LRT) در سطح خیابان‌ها خواهد بود و برای تعطیلی ۵ ایستگاه دیگر آن نیز برنامه‌ریزی شده‌است.

## مشخصات
این سامانهٔ مترو شامل چهار خط (از جمله خط ۳ که یک خط متروی سبک است) و ۷۵ ایستگاه در مسیری به طول ۷۶٫۹ کیلومتر (۴۷٫۸ مایل) است. تا تاریخ دسامبر ۲۰۲۲، ۵۶ ایستگاه از ۷۵ ایستگاه این سامانه در دسترس هستند و برنامه‌هایی برای اطمینان از دسترسی به همه ایستگاه‌ها تا سال ۲۰۲۵ نیز تدوین شده‌است.
تا تاریخ دسامبر ۲۰۲۲ سه خط جدید در این سامانه در دست احداث بوده‌اند که شامل دو خط قطار سبک و یک خط متروی سبک می‌شوند:
- خط ۵ اگلینتون، خطی با ۲۵ ایستگاه به طول ۱۹ کیلومتر (۱۲ مایل) در امتداد خیابان اگلینتون، که قرار است در سال ۲۰۲۴ افتتاح شود. پروژه‌ای به‌طول ۹٫۲ کیلومتر (۵٫۷ مایل) نیز برای گسترش خط به سمت غرب در دست ساخت است که قرار است در دههٔ ۲۰۳۰ افتتاح شود.[۴]
- خط ۶ فینچ وست، خطی با ۱۸ ایستگاه به طول ۱۱ کیلومتر (۶٫۸ مایل) در امتداد خیابان فینچ غربی، برنامه‌ریزی‌شده برای افتتاح در سال ۲۰۲۳.[۵]
- خط انتاریو، خطی با ۱۵ ایستگاه به طول ۱۵٫۶ کیلومتر (۹٫۷ مایل) از ایستگاه نمایشگاه تا ایستگاه ساینس سنتر، که قرار است در دههٔ ۲۰۳۰ افتتاح شود.[۶]

## ایستگاه‌های کنونی
| خط ۱ یانگ–یونیورسیتی |
| خط ۲ بلور–دانفورث    |
| خط ۳ اسکاربرو        |
| خط ۴ شپرد            |

| ایستگاه         | خط | نوع                            | گشایش      | مسافران (روزانه در سال ۲۰۱۹) | سکوها               | فضای پارکینگ | پایانه درون منطقه پرداخت کرایه | حمل و نقل | دسترسی‌پذیر  |
| --------------- | -- | ------------------------------ | ---------- | ---------------------------- | ------------------- | ------------ | ------------------------------ | --- | ----------- |
| فینچ            |    | زیرزمینی                       | ۱۹۷۴       | ۱۰۲٬۰۲۵                      | مرکزی               | ۳٬۲۲۷        | بله                            | پایانه اتوبوس فینچ - ترابری منطقه یورک - ویوا بلو - ویوا پینک - اتوبوس‌رانی گو ترانزیت | بله         |
| نورث یورک سنتر  |    | زیرزمینی                       | ۱۹۸۷       | ۳۱٬۴۷۱                       | جانبی               | ۰            | خیر                            | | بله         |
| شپرد–یانگ       |    | زیرزمینی                       | ۱۹۷۴، ۲۰۰۲ | ۱۳۴٬۰۷۶                      | مرکزی، جانبی        | ۰            | بله                            | | بله         |
| یورک میلز       |    | زیرزمینی                       | ۱۹۷۳       | ۲۸٬۴۶۱                       | مرکزی               | ۰            | بله                            | اتوبوس‌رانی گو ترانزیت | بله         |
| لورنس           |    | زیرزمینی                       | ۱۹۷۳       | ۲۸٬۰۴۱                       | مرکزی               | ۰            | بله                            | | خیر         |
| اگلینتون        |    | زیرزمینی                       | ۱۹۵۴       | ۷۶٬۹۰۳                       | مرکزی               | ۰            | بله                            | | بله         |
| دیویسویل        |    | سطحی                           | ۱۹۵۴       | ۲۷٬۱۲۸                       | جانبی               | ۰            | بله                            | | بله         |
| سن کلر          |    | زیرزمینی                       | ۱۹۵۴       | ۳۸٬۳۵۸                       | جانبی               | ۰            | بله                            | تراموای تورنتو | بله         |
| سامرهیل         |    | زیرزمینی                       | ۱۹۵۴       | ۶٬۳۸۱                        | جانبی               | ۰            | خیر                            | | خیر         |
| رزدیل           |    | سطحی                           | ۱۹۵۴       | ۸٬۵۴۳                        | جانبی               | ۰            | بله                            | | خیر         |
| بلور–یانگ       |    | زیرزمینی                       | ۱۹۵۴، ۱۹۶۶ | ۴۵۶٬۳۰۱                      | جانبی، مرکزی        | ۰            | خیر                            | | بله         |
| ولزلی           |    | زیرزمینی                       | ۱۹۵۴       | ۲۱٬۵۷۱                       | جانبی               | ۰            | بله                            | | بله         |
| کالج            |    | زیرزمینی                       | ۱۹۵۴       | ۵۶٬۸۰۵                       | جانبی               | ۰            | خیر                            | تراموای تورنتو | خیر         |
| داندس           |    | زیرزمینی                       | ۱۹۵۴       | ۷۸٬۳۷۷                       | جانبی               | ۰            | خیر                            | تراموای تورنتو | بله         |
| کوئین           |    | زیرزمینی                       | ۱۹۵۴       | ۵۳٬۴۳۹                       | جانبی               | ۰            | خیر                            | تراموای تورنتو | بله         |
| کینگ            |    | زیرزمینی                       | ۱۹۵۴       | ۷۵٬۷۸۴                       | جانبی               | ۰            | خیر                            | تراموای تورنتو | خیر         |
| یونیون          |    | زیرزمینی                       | ۱۹۵۴       | ۱۵۱٬۴۶۳                      | جانبی، مرکزی یک‌طرفه | ۰            | بله                            | تراموای تورنتو ایستگاه یونیون - لیک‌شور وست - لیک‌شور ایست - میلتون - کیچنر - بری - ریچموند هیل - استوف‌ویل - یونیون پیرسون اکسپرس - کانادین - کوریدور - مپل لیف ترمینال اتوبوس ایستگاه یونیون - اتوبوس گو ترانزیت - انتاریو نورث‌لندز - کوچ کانادا / مگاباس - تی‌اوکی کوچ‌لاینز | بله         |
| سن آندرو        |    | زیرزمینی                       | ۱۹۶۳       | ۵۸٬۵۵۰                       | مرکزی               | ۰            | خیر                            | تراموای تورنتو | بله         |
| آزگود           |    | زیرزمینی                       | ۱۹۶۳       | ۲۹٬۰۶۶                       | مرکزی               | ۰            | خیر                            | تراموای تورنتو | بله         |
| سن پاتریک       |    | زیرزمینی                       | ۱۹۶۳       | ۳۰٬۰۶۶                       | مرکزی               | ۰            | خیر                            | تراموای تورنتو | بله         |
| کوئینز پارک     |    | زیرزمینی                       | ۱۹۶۳       | ۴۵٬۶۲۷                       | مرکزی               | ۰            | خیر                            | تراموای تورنتو | بله         |
| میوزیم          |    | زیرزمینی                       | ۱۹۶۳       | ۱۰٬۸۶۵                       | مرکزی               | ۰            | خیر                            | | خیر         |
| سن جرج          |    | زیرزمینی                       | ۱۹۶۳، ۱۹۶۶ | ۲۶۰٬۶۴۷                      | مرکزی، مرکزی        | ۰            | بله                            | | بله         |
| اسپاداینا       |    | زیرزمینی                       | ۱۹۷۸، ۱۹۶۶ | ۵۱٬۹۴۴                       | جانبی، جانبی        | ۰            | بله                            | تراموای تورنتو | - بله - خیر |
| دوپونت          |    | زیرزمینی                       | ۱۹۷۸       | ۱۱٬۱۱۴                       | جانبی               | ۰            | خیر                            | | بله         |
| سن کلر وست      |    | زیرزمینی                       | ۱۹۷۸       | ۳۴٬۹۵۴                       | جانبی               | ۰            | بله                            | تراموای تورنتو | بله         |
| اگلینتون وست    |    | زیرزمینی/سطحی                  | ۱۹۷۸       | ۲۰٬۲۵۹                       | جانبی               | ۰            | بله                            | | بله         |
| گلنکرن          |    | سطحی                           | ۱۹۷۸       | ۷٬۴۶۲                        | مرکزی               | ۰            | خیر                            | | خیر         |
| لورنس وست       |    | سطحی                           | ۱۹۷۸       | ۲۲٬۵۵۸                       | مرکزی               | ۰            | بله                            | | بله         |
| یورک دیل        |    | سطحی                           | ۱۹۷۸       | ۲۹٬۴۶۰                       | مرکزی               | ۱٬۰۱۰        | خیر                            | ایستگاه اتوبوس یورک دیل - اتوبوس‌رانی گو ترانزیت - انتاریو نورث‌لند | بله         |
| ویلسون          |    | سطحی                           | ۱۹۷۸       | ۲۳٬۵۱۹                       | مرکزی               | ۹۵۳          | بله                            | | بله         |
| شپرد وست        |    | زیرزمینی                       | ۱۹۹۶       | ۲۶٬۶۷۱                       | مرکزی               | ۶۳۲          | بله                            | ترابری منطقه یورک | بله         |
| داونزویو پارک   |    | زیرزمینی                       | ۲۰۱۷       | ۳٬۰۹۰                        | مرکزی               | ۰            | خیر                            | بری | بله         |
| فینچ وست        |    | زیرزمینی                       | ۲۰۱۷       | ۲۰٬۹۲۳                       | مرکزی               | ۳۴۷          | بله                            | | بله         |
| یورک یونیورسیتی |    | زیرزمینی                       | ۲۰۱۷       | ۳۸٬۰۸۴                       | مرکزی               | ۰            | خیر                            | زوم | بله         |
| پایونیر ویلج    |    | زیرزمینی                       | ۲۰۱۷       | ۱۶٬۶۸۴                       | مرکزی               | ۱٬۸۸۱        | بله                            | ترابری منطقه یورک | بله         |
| بزرگراه ۴۰۷     |    | زیرزمینی                       | ۲۰۱۷       | ۱۳٬۹۵۶                       | مرکزی               | ۵۵۰          | خیر                            | - ترابری منطقه یورک - اتوبوس‌رانی گو ترانزیت - انتاریو نورث‌لند | بله         |
| وان             |    | زیرزمینی                       | ۲۰۱۷       | ۱۷٬۱۴۶                       | مرکزی               | ۹۰۰          | خیر                            | - ترابری منطقه یورک - ویوا آرنج - زوم | بله         |
| کیپلینگ         |    | سطحی                           | ۱۹۸۰       | ۵۱٬۸۲۴                       | مرکزی               | ۱٬۰۶۷        | بله                            | - مای‌وی - میلتون | بله         |
| ایزلینگتون      |    | زیرزمینی                       | ۱۹۶۸       | ۴۲٬۹۳۰                       | مرکزی               | ۹۷۷          | بله                            | | خیر         |
| رویال یورک      |    | زیرزمینی                       | ۱۹۶۸       | ۲۱٬۳۹۵                       | جانبی               | ۰            | بله                            | | بله         |
| اولد میل        |    | زیرزمینی/مرتفع                 | ۱۹۶۸       | ۸٬۳۵۶                        | جانبی               | ۰            | خیر                            | | خیر         |
| جین             |    | زیرزمینی                       | ۱۹۶۸       | ۱۸٬۵۵۲                       | جانبی               | ۰            | خیر                            | | بله         |
| رانی‌مید         |    | زیرزمینی                       | ۱۹۶۸       | ۲۱٬۳۸۶                       | جانبی               | ۰            | خیر                            | | بله         |
| های پارک        |    | زیرزمینی/سطحی                  | ۱۹۶۸       | ۱۴٬۷۳۵                       | جانبی               | ۰            | خیر                            | | خیر         |
| کیل             |    | مرتفع                          | ۱۹۶۶       | ۲۰٬۳۰۰                       | جانبی               | ۱۸۷          | بله                            | | بله         |
| داندس وست       |    | زیرزمینی                       | ۱۹۶۶       | ۳۲٬۴۷۱                       | جانبی               | ۰            | بله                            | - تراموای تورنتو - کیچنر - یونیون پیرسون اکسپرس | بله         |
| لنزداون         |    | زیرزمینی                       | ۱۹۶۶       | ۱۸٬۱۹۲                       | جانبی               | ۰            | خیر                            | | بله         |
| دافرین          |    | زیرزمینی                       | ۱۹۶۶       | ۳۰٬۴۴۲                       | جانبی               | ۰            | خیر                            | | بله         |
| آسینگتون        |    | زیرزمینی                       | ۱۹۶۶       | ۳۱٬۳۱۶                       | جانبی               | ۰            | بله                            | | بله         |
| کریستی          |    | زیرزمینی                       | ۱۹۶۶       | ۱۲٬۲۱۵                       | جانبی               | ۰            | خیر                            | | خیر         |
| بثرست           |    | زیرزمینی                       | ۱۹۶۶       | ۳۳٬۲۴۸                       | جانبی               | ۰            | بله                            | تراموای تورنتو | بله         |
| بی              |    | زیرزمینی                       | ۱۹۶۶       | ۳۴٬۳۰۹                       | مرکزی               | ۰            | خیر                            | | بله         |
| شربورن          |    | زیرزمینی                       | ۱۹۶۶       | ۳۰٬۲۳۶                       | جانبی               | ۰            | خیر                            | | بله         |
| کسل فرانک       |    | زیرزمینی                       | ۱۹۶۶       | ۸٬۸۷۸                        | جانبی               | ۰            | بله                            | | خیر         |
| برادویو         |    | زیرزمینی                       | ۱۹۶۶       | ۳۵٬۰۱۱                       | جانبی               | ۰            | بله                            | تراموای تورنتو | بله         |
| چستر            |    | زیرزمینی                       | ۱۹۶۶       | ۶٬۴۷۰                        | جانبی               | ۰            | خیر                            | | بله         |
| پیپ             |    | زیرزمینی                       | ۱۹۶۶       | ۳۰٬۵۱۰                       | جانبی               | ۰            | بله                            | | بله         |
| دانلندز         |    | زیرزمینی                       | ۱۹۶۶       | ۱۱٬۸۸۶                       | جانبی               | ۰            | بله                            | | خیر         |
| گرین‌وود         |    | زیرزمینی                       | ۱۹۶۶       | ۱۲٬۱۷۹                       | جانبی               | ۰            | خیر                            | | خیر         |
| کاکس‌ول          |    | زیرزمینی                       | ۱۹۶۶       | ۱۶٬۶۳۵                       | جانبی               | ۰            | بله                            | | بله         |
| وودباین         |    | زیرزمینی                       | ۱۹۶۶       | ۱۶٬۰۸۳                       | جانبی               | ۰            | بله                            | | بله         |
| مین استریت      |    | زیرزمینی                       | ۱۹۶۸       | ۲۴٬۳۸۰                       | جانبی               | ۰            | بله                            | - تراموای تورنتو - لیک‌شور ایست - استوف‌ویل | بله         |
| ویکتوریا پارک   |    | سطحی                           | ۱۹۶۸       | ۳۷٬۶۵۶                       | جانبی               | ۱۷۳          | بله                            | | بله         |
| واردن           |    | سطحی                           | ۱۹۶۸       | ۳۹٬۰۲۴                       | مرکزی               | ۱٬۰۷۱        | بله                            | | خیر         |
| کندی            |    | زیرزمینی (خط ۲) / مرتفع (خط ۳) | ۱۹۸۰، ۱۹۸۵ | ۱۱۳٬۹۶۱                      | مرکزی، جانبی        | ۷۲۹          | بله                            | استوف‌ویل | بله         |
| لورنس ایست      |    | سطحی                           | ۱۹۸۵       | ۹٬۱۰۵                        | جانبی               | ۹۰           | بله                            | | خیر         |
| السمیر          |    | سطحی                           | ۱۹۸۵       | ۱٬۹۹۳                        | جانبی               | ۶۸           | خیر                            | | خیر         |
| میدلند          |    | مرتفع                          | ۱۹۸۵       | ۲٬۶۹۱                        | جانبی               | ۰            | خیر                            | | خیر         |
| اسکاربرو سنتر   |    | مرتفع                          | ۱۹۸۵       | ۲۴٬۳۹۹                       | جانبی               | ۰            | بله                            | پایانه اتوبوس اسکاربرو سنتر - اتوبوس‌رانی گو ترانزیت - تی‌اوکی کوچ‌لاینز - کوچ کانادا / مگاباس | بله         |
| مک‌کاون          |    | مرتفع                          | ۱۹۸۵       | ۳٬۶۵۹                        | جانبی               | ۰            | خیر                            | | خیر         |
| بی‌ویو           |    | زیرزمینی                       | ۲۰۰۲       | ۸٬۰۹۷                        | مرکزی               | ۰            | خیر                            | | بله         |
| بساریون         |    | زیرزمینی                       | ۲۰۰۲       | ۳٬۲۹۰                        | مرکزی               | ۰            | خیر                            | | بله         |
| لزلی            |    | زیرزمینی                       | ۲۰۰۲       | ۵٬۹۲۳                        | مرکزی               | ۱۰۲          | بله                            | ریچموند هیل | بله         |
| دان میلز        |    | زیرزمینی                       | ۲۰۰۲       | ۴۲٬۵۹۸                       | مرکزی               | ۳۶۶          | بله                            | - ترابری منطقه یورک - ویوا گرین | بله         |

## در دست ساخت
| خط ۲ بلور–دانفورث (افزونه متروی اسکاربرو) |
| خط ۵ اگلینتون                             |
| خط ۶ فینچ وست                             |
| خط انتاریو                                |